# Latridopsis forsteri
Latridopsis forsteri és una espècie de peix pertanyent a la família dels làtrids.

## Descripció
- Pot arribar a fer 65 cm de llargària màxima.[3][4]

## Hàbitat
És un peix marí, demersal i de clima temperat que viu entre 20 i 160 m de fondària a la plataforma continental.

## Distribució geogràfica
Es troba a l'Índic oriental i el Pacífic sud-occidental: el sud d'Austràlia (des d'Austràlia Meridional fins a Nova Gal·les del Sud i Tasmània) i Nova Zelanda.

## Observacions
És inofensiu per als humans.